# 鄭艷鳳
鄭艷鳳（英語：Cheng Yim Fung，1964年10月—）
，香港無線電視前女藝員，1986年參加無線電視主辦的《電視小姐選舉》，當時21歲是一位空中小姐，她獲得亞軍（冠軍為王綺琴，季軍為高靜）、最佳動作獎及最佳古裝扮相獎三個獎項，簽約無線後隨即在《大運河》中飾演李湘兒一角。1990年約滿後便息影退出娛樂圈，演藝生涯只延續了三年。

## 演出作品

### 電視劇
| 年份   | 劇名                 | 角色          |
| 1987年 | 大運河               | 李湘兒        |
| 1987年 | 狂龍                 |               |
| 1987年 | 城市故事             | 婷            |
| 1988年 | 義薄雲天             |               |
| 1988年 | 奇門鬼谷             | 百里香        |
| 1989年 | 女優（週末單元）     |               |
| 1989年 | 連城訣               | 張菊友        |
| 1989年 | 公私三文治           | May           |
| 1989年 | 無冕急先鋒           | 侯瑩瑩Rebecca |
| 1989年 | 大城小警             |               |
| 1990年 | 劍魔獨孤求敗         | 何碧月        |
| 1991年 | 打工貴族：玻璃懶佬鞋 |               |

### 無綫電視電影
| 年份   | 片名     | 角色 |
| 1988年 | 刑警本色 |      |
| 1989年 | 情義兩難 |      |

### 電影
| 年份   | 片名     | 角色 |
| 1988年 | 撞邪先生 |      |
| 1991年 | 智勇和尚 |      |
| 1992年 | 小小少林 |      |

### 參與MV
- 1989年：譚耀文《為你解悶 （页面存档备份，存于）》

## 外部連結
- 鄭艷鳳在香港影庫上的簡介